# Antonio Goicoechea Cosculluela
Antonio Goicoechea Cosculluela (Barcelona, 21 de gener de 1876 - Madrid, 1 de febrer de 1953) va ser un advocat i polític espanyol, conegut pel seu paper durant la Segona República al capdavant del partit Renovación Española (RE).

## Biografia

### Carrera política
Membre del Partit Liberal Conservador, en 1899 va ser nomenat lletrat del Consell d'Estat i en 1919 va ser ministre de Governació al govern d'Antoni Maura i Montaner, però va dimitir al cap de poc per l'oposició tant dels liberals com dels partidaris d'Eduardo Dato e Iradier. Va ser elegit diputat per Lugo a les eleccions generals espanyoles de 1907 i 1910; en 1919 com a representant del districte d'El Puente del Arzobispo, i per Madrid en 1918.
Després de la instauració de la dictadura de Primo de Rivera, Goicoechea passà a col·laborar amb el nou règim i en 1927 s'afilià a la Unión Patriótica (UP), alhora que fou membre de l' "Assemblea Nacional Consultiva". En 1922 fou escollit acadèmic de la Reial Acadèmia de Ciències Morals i Polítiques.

### Segona República
Quan es va proclamar la Segona República es va unir a Acció Nacional, partit del que poc després es va separar en 1933 per crear Renovación Española (RE), del que va ser president i pel qual va ser elegit diputat en les eleccions generals de 1933. Goicoechea va ser un dels principals partidaris de la tornada de la monarquia alfonsina. També era íntim amic de José Antonio Primo de Rivera, fill del dictador, i de fet Goicoechea va buscar la màxima cooperació amb Falange. No obstant això, l'ingrés de José Calvo Sotelo en el partit va eclipsar la figura de Goicoechea, el qual no va ser elegit diputat en les eleccions generals de 1936. Durant aquests anys Goicoechea es va convertir en el principal contacte de Mussolini a Espanya. De fet, al març de 1931 ja havia signat un pacte secret amb la Itàlia feixista. Després de l'assassinat de Calvo Sotelo el 13 de juliol de 1936, Goicoechea va tornar a convertir-se en el principal líder de Renovación Española.

### Guerra Civil i franquisme
Va participar activament en la preparació de la revolta militar que va donar origen a la Guerra Civil. Perfectament assabentat dels plans colpistes, a la tarda del 17 de juliol Goicoechea va sortir de Madrid, traslladant-se a Burgos. El 25 de juliol de 1936 es va traslladar a Roma al costat de l'intel·lectual monàrquic Pedro Sainz Rodríguez a entrevistar-se amb Galeazzo Ciano, ministre d'Afers exteriors de Benito Mussolini, amb l'objectiu d'aconseguir el suport italià per als revoltats. Les seves gestions davant Ciano portarien a l'enviament d'ajuda militar italiana als revoltats, en forma de voluntaris, armes, municions i avions. Quan Franco va aprovar el Decret d'Unificació a l'abril de 1937, que va suposar la unificació de totes les forces polítiques del bàndol revoltat en la Falange Española Tradicionalista y de las JONS, Goicoechea va dissoldre formalment Renovación Española. Això va suposar el final de la seva activitat política.
Entre 1938 i 1950 va ser president del Banc d'Espanya, del Banc Exterior d'Espanya, del Banc Hipotecari i del Banc de Crèdit Industrial i director de la Reial Acadèmia de Ciències Morals i Polítiques. Durant la dictadura franquista també va exercir com a Procurador en les Corts franquistes, en representació d'associacions, col·legis i cambres. En 1943, juntament amb altres procuradors, va signar un escrit dirigit a Francisco Franco en el qual sol·licitava la restauració de la monarquia, "continuadora de la nostra tradició històrica".